# Fatima Aziz
Fatima Aziz (Kunduz, 1973-12 de marzo de 2021) fue una médica y política afgana.

## Biografía
Estudió medicina en la Universidad de Kabul. Diputada de Cámara del Pueblo de Afganistán desde 2005 al 2021. Madre de cuatro hijos.
Falleció el 12 de marzo de 2021 a los 47 años, de cáncer.